# Otto Heijne
Otto Henrik Heijne, född 10 april 1893 i Kvidinge socken, död 4 juli 1977 på Gran Canaria, var en svensk ingenjör och företagsledare.
Heijne anställdes efter civilingenjörsexamen 1916 samt mångsidig praktik som ingenjör i Sverige och USA vid Munksjö AB 1926 och blev 1939 koncernens chef. Heijne intog en ledande inställning inom ett flertal sammanslutningar inom virkes- och pappersindustrin samt i olika företag i Jönköping. Från 1948 var han ledamot av styrelsen för Svenska Arbetsgivareföreningen och Svenska träforskningsinstitutet. Heijne var ledamot av Kungliga Ingenjörsvetenskapsakademien och var kommendör av första klassen av Vasaorden,